# Thurman, Ohio
Thurman, även benämnt Centerville, är en ort i Gallia County i delstaten Ohio, USA.